# Посилка для Маргарет Тетчер
«Посилка для Маргарет Тетчер» — український радянський комедійний короткометражний фільм 1990 року режисера Вадима Кастеллі.

## Синопсис
У фільмі мова йде про діда з українського села, який розписав дерев'яні яйця і вирішив послати їх «залізній леді». На пошті йому сказали: «Не можна!». Але дід виявився з характером, від задуму не відмовився, і, подолавши безліч перешкод, відіслав таки посилку.

## Нагороди
У 1990 році, фільм отримав Диплом журі «За гротеск та політичну далекоглядність» кінофестивалю «Молодість-90»; участь у конкурсній програмі міжнародного кінофестивалю студентських фільмів у Потсдамі, ФРН, на кінофестивалі в Кембріджі, Велика Британія, та огляді смішних фільмів, Італія).

## Головні ролі
- Володимир Олексієнко — Герасим Трофимович Кудін
- Леонід Яновський
- Олексій Горбунов
- Леонід Бухтіяров
- Ольга Реус-Петренко
- Ніна Колчина-Бунь
- Тамара Яценко
- Богдан Бенюк
- Микола Гудзь
- Анатолій Лук'яненко
- Л. Ляхно
- Володимир Яременко
- Ганна Левченко
- О. Єршова
- Б. Франклін-Сукненко